# Saint-Caprais, Lot
Saint-Caprais là một xã thuộc tỉnh Lot tây nam Pháp. Xã có diện tích 8,85 kilômét vuông, dân số theo điều tra năm 1999 là 79 người. Khu vực này có độ cao trung bình 277 mét trên mực nước biển.